# Will Quadflieg
Will Quadflieg, né Friedrich Wilhelm Quadflieg le 15 septembre 1914 à Oberhausen, en Rhénanie-du-Nord-Westphalie (Allemagne), et mort le 27 novembre 2003 à Osterholz-Scharmbeck (Allemagne), est un acteur allemand de théâtre, de cinéma et de télévision, qui travaillait également comme récitant et metteur en scène de théâtre.

## Biographie
De 1940 à 1963, il est marié à la Suédoise Benita von Vegesack (1917-2011) et après leur divorce en 1963, il épouse l'actrice Margarete Jacobs (* 1936).
Avec sa première épouse Benita, il a cinq enfants: Isolde (* 1940), Lars (* 1942), Christian (* 1945), Manuel (1948-1981) et Roswitha (* 1949). Sa fille Sabina Trooger (* 1955) est née d'une relation avec Margot Trooger. Son fils Christian Quadflieg et sa fille Sabina Quadflieg sont acteurs, sa fille Roswitha Quadflieg est graphiste et écrivain.
Will Quadflieg a passé les dernières décennies de sa vie dans sa maison de Heilshorn en Basse-Saxe. Il est décédé d'une embolie pulmonaire à l'hôpital d' Osterholz-Scharmbeck à l'âge de 89 ans. Il a été enterré au cimetière municipal de Werschenrege.
En 2006, la place située à côté du Theater Oberhausen porte son nom (Will-Quadflieg-Platz).

## Carrière
Après avoir obtenu son diplôme d'études secondaires en 1933, il suit des cours de théâtre au Theater Oberhausen, qui n’est encore à l'époque qu’une petite salle de théâtre des citoyens de la ville, dans laquelle des opérettes sont également jouées.
Il fait ses débuts dans le rôle de Weyland dans l'opérette Friederike de Franz Lehár. Il poursui sa carrière théâtrale dans de nombreuses villes allemandes telles Giessen, Düsseldorf, Heidelberg puis Berlin en 1936.
Après la guerre, Will Quadflieg joue sur diverses scènes théâtrales. À Hambourg, en 1946, il co-fonda le Junge Theatre, l'actuel théâtre Ernst Deutsch. De 1952 à 1959, il joue Jedermann au Festival de Salzbourg.
De 1956 à 1962, il collabore avec Gustaf Gründgens au Deutsches Schauspielhaus de Hambourg et est Faust dans Faust. Une tragédie (ou Faust. Première partie de la tragédie) de Goethe dans sa propre mise en scène, avec Gründgens comme Méphisto, pour que les deux acteurs puissent connaître les rôles les plus célèbres. En 1960, cette production a également été filmée sous la direction de Peter Gorski.
Will Quadflieg n'apparut plus sur scène avant le milieu des années 1970, époque durant laquelle il travaille aux côtés du réalisateur Rudolf Noelte. Il incarne notamment Alceste dans Le Misanthrope de Molière, Thomas Paine dans La mort de Danton de Georg Büchner. Dès 1983, il travaille au Théâtre Thalia de Hambourg (notamment sous la direction de Jürgen Flimm), où il se produit jusqu'à sa mort.
Will Quadflieg est un artiste de théâtre et de scène qui attache une grande importance au discours bien modulé et expressif. Bien qu'il ait acquis une grande renommée dans ses jeunes années, en particulier grâce à des rôles classiques tels que Roméo, Hamlet, Othello, Macbeth, Faust, Mephisto, Tasso, Don Carlos et Nathan, dans sa seconde moitié de sa vie, il s'est tourné vers des auteurs contemporains tels Jean-Paul Sartre, John Osborne, Botho Strauß.
Bien que toujours connecté au théâtre, il n’hésite pas à jouer dans des productions cinématographiques et séries télévisées telle Derrick .
Pour le label classique Deutsche Grammophon, il lit des poèmes et des œuvres littéraires telles Le Petit Prince, Le loup des Steppes et devient ainsi un pionnier des livres audio.

## Filmographie partielle
- 1940 : Marie Stuart
- 1941 : Ma vie pour l'Irlande (Mein Leben für Irland)
- 1942 : GPU
- 1942 : L'Implacable Destin (Der große Schatten) de Paul Verhoeven
- 1944 : Die Zaubergeige (Le violon magique)
- 1960 : Faust de Peter Gorski et Gustaf Gründgens
- 1950 : Die Lüge
- 1955 : Lola Montès
- 1975 : Warum es ein Fehler war, Beckmann zu erschießen (série télévisée Der Kommissar)
- 1979 : Derrick : Ein Kongreß in Berlin (Le congrès de Berlin)
- 1981 : Dantons Tod, téléfilm de Rudolf Noelte : Thomas Payne
- 1994 : Derrick : Eine Endstation (Fin du voyage)

## Récompenses et distinctions
- 1973 : Anneau d'Albin Skoda pour le meilleur orateur de la région germanophone
- 1974 : masque d'argent du Hamburger Volksbühne
- 1976 : Grand Ordre du Mérite de la République fédérale d'Allemagne (retourné en 1986 pour protester contre la modification de la loi sur la protection des animaux)[2]
- 1984 : Médaille de Hambourg pour la science et l'art
- 1984 : Remise de la plaque de la Free Academy of the Arts Hamburg
- 1986 : 1er prix d'INTHEGA pour Vor Sonnenuntergang avec Will Quadflieg en tant que conseiller privé Clausen
- 1987 : 1er prix de INTHEGA pour Ich bin nicht Rappaport avec Will Quadflieg comme Nat
- 1987 : Prix de langue allemande
- 1992 : Prix Culturel et Paix de la Villa Ichon
- 1993 : Caméra d'or
- 1994 : Prix Adolf Grimme d'or pour Der große Bellheim (avec Dieter Wedel, Heinz Schubert, Hans Korte et Mario Adorf)
- 1995 : Bambi pour le travail de sa vie
- 1999 : Prix Lew-Kopelew pour la paix

## Autobiographie
- Wir spielen immer. Erinnerungen, Fischer Taschenbuch Verlag, Frankfurt am Main, 1979,  (ISBN 3-596-22134-X).